# Hemmingsmark
Hemmingsmark – miejscowość (tätort) w Szwecji, w regionie administracyjnym (län) Norrbotten, w gminie Piteå.
Według danych Szwedzkiego Urzędu Statystycznego liczba ludności wyniosła: 366 (31 grudnia 2015), 369 (31 grudnia 2018) i 361 (31 grudnia 2019).